# Skłabun
Skłabun – w dawnej Polsce: dół do składowania kapusty.
Skłabunami nazywano specjalne doły przy domostwach o specyficznej konstrukcji, służące do długotrwałego przechowywania kapusty – jednego z podstawowych pokarmów mieszkańców I Rzeczypospolitej. Doły te wyłożone były gliną, słomą i liśćmi. W dołach ciasno układano całe główki kapusty i zalewano je wodą. Całość nakrywano deskami i warstwą ziemi oraz liści. Tak spreparowane warzywa mogły przetrwać zimę i wykorzystywane były aż do wiosny.